# تپه تاسورجان ۱
تپه تاسورجان ۱ مربوط به هزاره ۴ قبل از میلاد است و در شهرستان کرمانشاه، بخش مرکزی، ۷۰۰ متری شمال روستای تاسورجان واقع شده و این اثر در تاریخ ۷ خرداد ۱۳۸۷ با شمارهٔ ثبت ۲۲۸۳۱ به‌عنوان یکی از آثار ملی ایران به ثبت رسیده است.